# アエロモナス科
アエロモナス科（アエロモナスか、Aeromonadaceae）は真正細菌のPseudomonadota門ガンマプロテオバクテリア綱アエロモナス目の科の一つである。グラム陰性。大半の種が通性嫌気性である。細胞形状は桿菌。主に汽水と淡水に見られ、土壌と下水にも見られる。いくつかの種は、ヒト及び魚や両生類の様な他の動物に病原性がある。

## 下位分類（属）
以下にアエロモナス科に属する属を列挙する(2024年8月現在)。

### IJSEMに正式承認された属
- Aeromonas　アエロモナス属

Stanier 1943 (IJSEMリストに掲載 1980)
- Dongshaea

Huang et al. 2019 (IJSEMリストに掲載 2000)
- Oceanimonas　オセアニモナス属

corrig. Brown et al. 2001 (IJSEMリストに掲載 2001)
- Oceanisphaera　オセアニスファエラ属

Romanenko et al. 2003 (IJSEMリストに掲載 2004)
- Pseudaeromonas　シュードアエロモナス属

Padakandla and Chae 2017 (IJSEMリストに掲載 2017)
- Tolumonas　トルモナス属

Fischer-Romero et al. 1996 (IJSEMリストに掲載 1996)
- Zobellella　ゾベレラ属

Lin and Shieh 2006 (IJSEMリストに掲載 2006)

### IJSEMに未承認の属
- "Necromonas"　ネクロモナス属

Smith 1963